# Thema (informatica)
Een skin (letterlijk vertaald: huid) of thema zijn termen die gebruikt worden voor de vormgeving en visualisatie van software op het beeldscherm. Kernpunt is de scheiding tussen functionaliteit en grafische gebruikersomgeving (Graphical User Interface, afgekort GUI). Door het verwisselen van de skin verandert de functionaliteit niet maar wordt wel het uiterlijk ('look and feel') anders. 
Het besturingssysteem Windows 95 en de mediaspeler Winamp waren een van de eerste die dit concept toepasten. Tegenwoordig wordt dit concept in heel veel software toegepast, bijvoorbeeld in de browsers Google Chrome, Firefox en Opera, en de meeste mediaspelers. Ook ChatZilla ondersteunt thema's.
De term skin of theme wordt ook vaak gebruikt in de context van contentmanagementsystemen voor websites. Hierbij wordt vaak CSS gebruikt om het uiterlijk te wijzigen.